# Leonard Shaw
Leonard Shaw (Winnipeg, 23 novembre 1949) è un tastierista, polistrumentista e compositore canadese noto principalmente come membro dei The Guess Who.

## Biografia
Leonard Shaw è un musicista canadese che ha fatto tournée e registrato con una varietà di gruppi, a partire dal 1967. È meglio conosciuto come membro della band The Guess Who dal 1991. Prima di entrare a far parte di questo gruppo era un membro della band itinerante di Ian Thomas. 

## Discografia

### Solista
- 1997 - Living Room
- 2002 - Barely Blue

### Con i Guess Who
- 2002 - Running Back Thru Canada
- 2007 - Shakin' in Las Vegas
- 2018 - The Future is What is Used To Be
- 2023 - Plein D'Amour

### Collaborazioni
- 1970 - The Boyfriend- Judy Carne